# Demlin
Demlin (kaszb.Demlënò, za II RP Dęblin) – wieś kociewska w Polsce, położona w województwie pomorskim, w powiecie starogardzkim, w gminie Skarszewy przy drodze wojewódzkiej nr 224. W skład sołectwa Demlin wchodzi również Nowe Gołębiewko.
| SIMC    | Nazwa           | Rodzaj    |
| ------- | --------------- | --------- |
| 0171658 | Nowe Gołębiewko | część wsi |

W latach 1975–1998 miejscowość administracyjnie należała do województwa gdańskiego.